# Saul Kripke
Saul Aaron Kripke (Bay Shore, Nueva York, 13 de noviembre de 1940-15 de septiembre de 2022) fue un profesor, filósofo y lógico estadounidense
Kripke realizó importantes y originales contribuciones en diversos campos relacionados con la lógica, la metafísica y la filosofía del lenguaje. Su trabajo, una referencia obligada en las áreas mencionadas, ha dejado una impronta profunda en la filosofía analítica contemporánea. Gran parte de sus escritos no han sido publicados, y existen solo como grabaciones y manuscritos que circulan en medios privados. En 2001 la Academia Real Sueca le otorgó el Premio Schock en las áreas de lógica y filosofía; dicho premio se considera análogo al premio Nobel. Una reciente encuesta considera a Kripke uno de los más importantes filósofos, al ubicarse entre los diez más importantes de los últimos doscientos años.

## Biografía

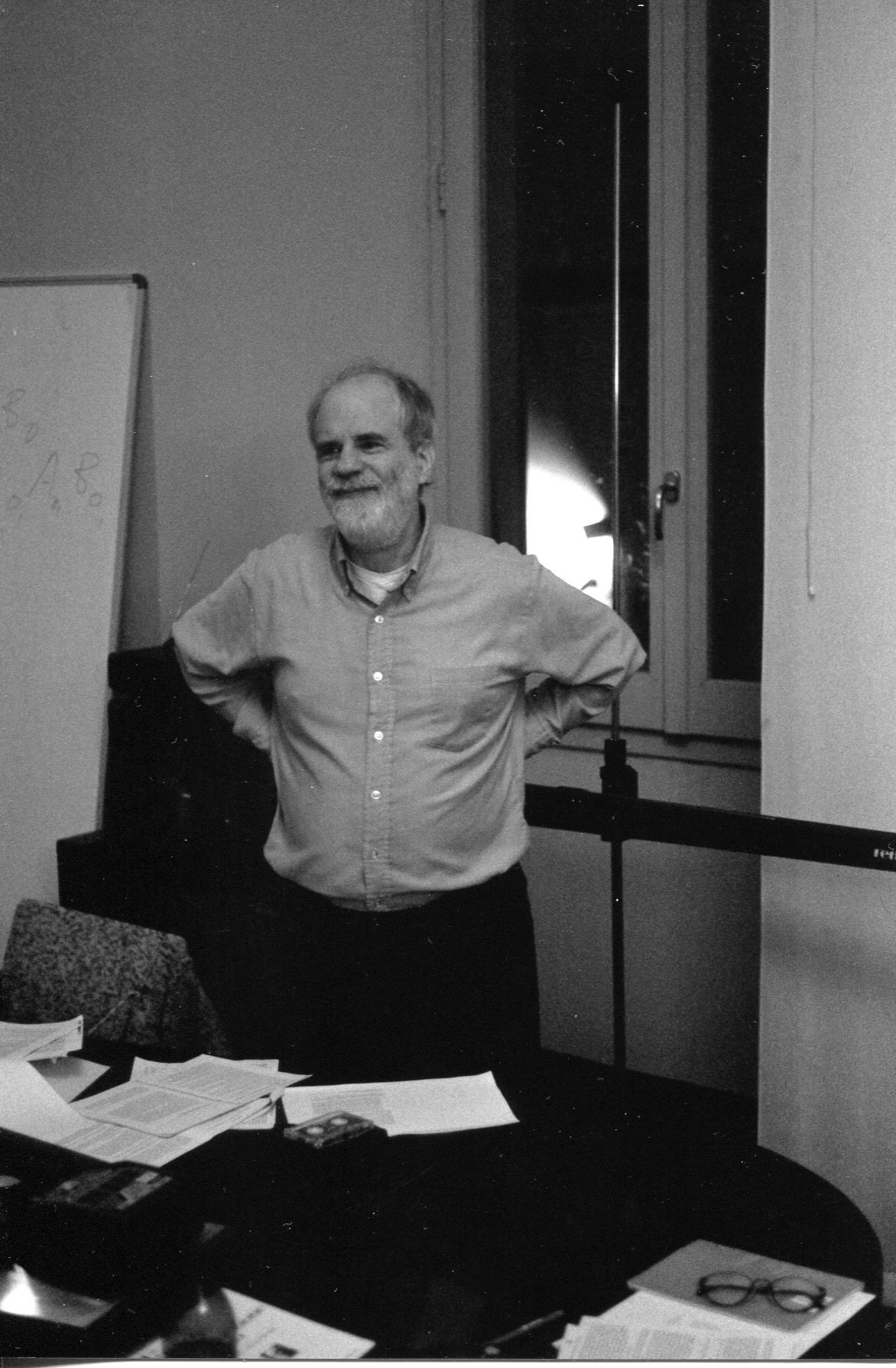
Saul Kripke en la Universidad de Bolonia en 2005

Saul Kripke fue el mayor de los tres hijos de Dorothy Karp Mereminsky y el rabino Myer Kripke. Nació el 13 de noviembre de 1940 en Bay Shore (Nueva York) pero su familia se trasladó a Omaha (Nebraska), donde pasó la mayor parte de su infancia. Su padre fue el líder de la sinagoga Beth El, la única congregación conservadora en Omaha. Su madre escribió libros para la educación de niños judíos.
Saul y sus dos hermanas, Madeline y Netta, estudiaron en la Dundee Grade School y en la Omaha Central High School. Escribió su primer ensayo a los 16 años, sobre la semántica para las lógicas modales. Se dice que fue invitado a trabajar en la Universidad Princeton por ese ensayo, a lo que contestó: «Me siento honrado por su propuesta, pero mi mamá dice que primero debo terminar la preparatoria»; sin embargo, en numerosas ocasiones Kripke ha declarado que la historia es completamente falsa.
Después de graduarse de la preparatoria en 1958, Kripke estudió en la Universidad de Harvard, obteniendo un grado bachelor en matemáticas y graduándose «summa cum laude». Durante su segundo año en Harvard, Kripke enseñó un curso de lógica para graduados en el MIT. Por algunos años enseñó en Harvard, luego se movió a la Universidad Rockefeller en Nueva York en 1967, a Cornell en 1977 y, finalmente, profesor en la Universidad de Princeton. En 2002, Kripke comenzó a enseñar en el Centro de Graduados de la Universidad de la Ciudad de Nueva York, en el centro de Manhattan, y fue reconocido como profesor distinguido de filosofía de la última en 2003 y como profesor emérito de Princeton.
Estuvo casado con la filósofa inglesa Margaret Gilbert, de quien se divorció a fines de la década de los 90.
Las siguientes universidades le otorgaron el título de doctor honoris causa: Universidad de Nebraska-Omaha (1977), Universidad Johns Hopkins (1997), Universidad de Haifa, Israel (1998), y la Universidad de Pensilvania (2005). Kripke es miembro de la Sociedad Filosófica Estadounidense, la Academia Estadounidense de las Artes y las Ciencias, la Academia Británica y la Academia Europea de Ciencias y Artes.

## Trabajo
Kripke es mayormente conocido por cuatro contribuciones a la filosofía: 
1. Su interpretación de la filosofía de Ludwig Wittgenstein.
2. Su teoría de la verdad.
3. Semántica para la lógica modal (y otras relacionadas), llamadas semánticas Kripke, publicada en varios ensayos que había comenzado cuando aún era adolescente.
4. Sus conferencias de 1970 (publicadas en 1972 y 1980) en Princeton, llamadas El nombrar y la necesidad (Naming and Necessity), que revolucionaron drásticamente la filosofía del lenguaje, y, como algunos lo han dicho, "hicieron a la metafísica respetable de nuevo".

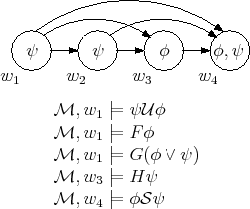
Ejemplo del modelo de Kripke para la lógica temporal lineal, una lógica modal particular

### Lógica modal
Dos de los trabajos más tempranos de Kripke, -«A Completeness Theorem in Modal Logic» y «Semantical Considerations on Modal Logic»- (Un teorema de completitud en lógica modal;  Consideraciones semánticas sobre la lógica modal) fueron muy influyentes en la lógica modal. Las lógicas más comunes en la familia de la lógica modal están construidas desde una lógica débil, llamada K en honor a las contribuciones de Kripke a la lógica modal.
En «Semantical Considerations on Modal Logic», publicado en 1963, Kripke respondió a un problema de la teoría cuantificacional clásica: la motivación del enfoque que usa mundos posibles era reflejar la posibilidad de que los objetos en un mundo podrían no existir en otro. Si las reglas estándar de cuantificación son usadas, cada término debe referirse a algo que existe en todos los mundos posibles. Esto parece incompatible con nuestra práctica ordinaria, donde usamos términos para referirnos a cosas que existen sólo contingentemente.
La respuesta de Kripke a este problema fue eliminar términos. Dio un ejemplo de un sistema que usa la interpretación con mundos posibles y preserva las reglas clásicas. Los costos eran severos. Primero, su lenguaje es artificialmente empobrecido, y segundo, las reglas para la lógica modal proposicional  deben ser debilitadas.

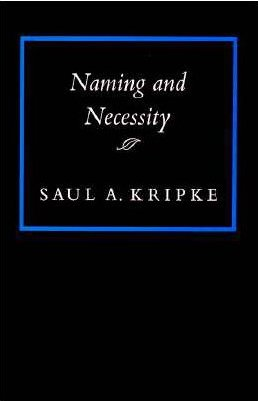
Portada de Naming and Necessity

### El nombrar y la necesidad
Las tres conferencias de Kripke constituyen un ataque a la teoría descriptivista de la referencia respecto a los nombres propios (sostenida por Gottlob Frege y Bertrand Russell), de acuerdo a la cual un nombre se refiere a un objeto en virtud de estar asociado con una descripción que el objeto satisface. Dio varios ejemplos proponiendo al descriptivismo como implausible (por ejemplo, seguramente Aristóteles pudo haber muerto a los dos años y entonces no haber satisfecho ninguna de las descripciones que asociamos con su nombre, pero parecería incorrecto negar que él era Aristóteles). Como alternativa, Kripke dio una teoría causal de la referencia, de acuerdo a la cual un nombre se refiere a un objeto en virtud de una conexión causal con el objeto, como mediado entre una comunidad de hablantes. De esta manera, un nombre es un designador rígido: se refiere al objeto nombrado en todo mundo posible en que el objeto exista. Teorías causales de la referencia han sido elaboradas y desarrolladas por Keith Donnellan, Gareth Evans, David Kaplan, Hilary Putnam, Nathan Salmon, y otros, y son ahora probablemente más aceptadas que las teorías descriptivistas. Algunas resistencias notables son Alonzo Church y John Searle.
Kripke también ha levantado la perspectiva de necesidades a posteriori: hechos que serían necesariamente verdaderos, aunque sólo podrían ser conocidos por investigación empírica. Un par de ejemplos ya famosos son: "Héspero es Fósforo" y "Cicerón es Tulio"; y otras identidades donde dos nombres distintos se refieren al mismo objeto. Es controversial si Kripke estaba haciendo eco del trabajo temprano de Ruth Barcan Marcus en estas dos ideas.
Finalmente, Kripke dio un argumento contra el fisicalismo (o materialismo de la identidad) en la filosofía de la mente, donde se cree que todo hecho mental está relacionado con un hecho físico. Kripke discutió que la única manera para defender esta identidad es una identidad necesaria a posteriori, pero que dicha identidad -por ejemplo, que el dolor es el estímulo de las fibras C- podría no ser necesaria, dada la posibilidad de que el dolor realmente honesto no tenga nada que ver con el estímulo de las fibras C. Argumentos similares son hoy defendidos por David Chalmers.
Kripke impartió las Conferencias John Locke en filosofía en Oxford en 1973. Tituladas Referencia y existencia (Reference and Existence), son en muchos aspectos una continuación de El nombrar y la necesidad, y una problematización de los temas de los nombres ficticios y error perceptual. Nunca han sido publicadas y el manuscrito está oficialmente disponible sólo en una copia en la biblioteca de la universidad, que no puede ser copiada o citada sin el permiso de Kripke. De hecho, muchas copias han circulado informalmente entre filósofos. Su influencia, aunque considerable, es difícil de evaluar. De cualquier forma, ha sido muchas veces citado por muchos filósofos, particularmente Gareth Evans y Nathan Salmon.

### Kripkenstein
Kripke también hizo contribuciones interesantes al estudio del último Wittgenstein en conferencias publicadas como Wittgenstein sobre las reglas y el lenguaje privado (Wittgenstein on Rules and Private Language), aunque su trabajo en éstas ha sido culpado de no ser particularmente fiel al tratamiento del problema ofrecido por Wittgenstein (de hecho, algunos filósofos llaman al libro de Kripke el "Kripkenstein"), pues el argumento que presenta no hubiera sido aceptado por Wittgenstein. (Para lecturas alternativas de Wittgenstein, véase Wittgenstein on Meaning de Colin McGinn). El libro de Kripke también ha sido culpado por no dar crédito a otros autores que interpretaron a Wittgenstein similarmente (véase Wittgenstein de Robert J. Fogelin). Otros filósofos sostienen por el contrario que las críticas a Kripke por no ser fiel a Wittgenstein son triviales (no conciernen al argumento de Kripke en sí), e incluso defienden que el argumento que ofrece Kripke es mejor y más interesante que el que ofrece Wittgenstein.

### Teoría de la verdad

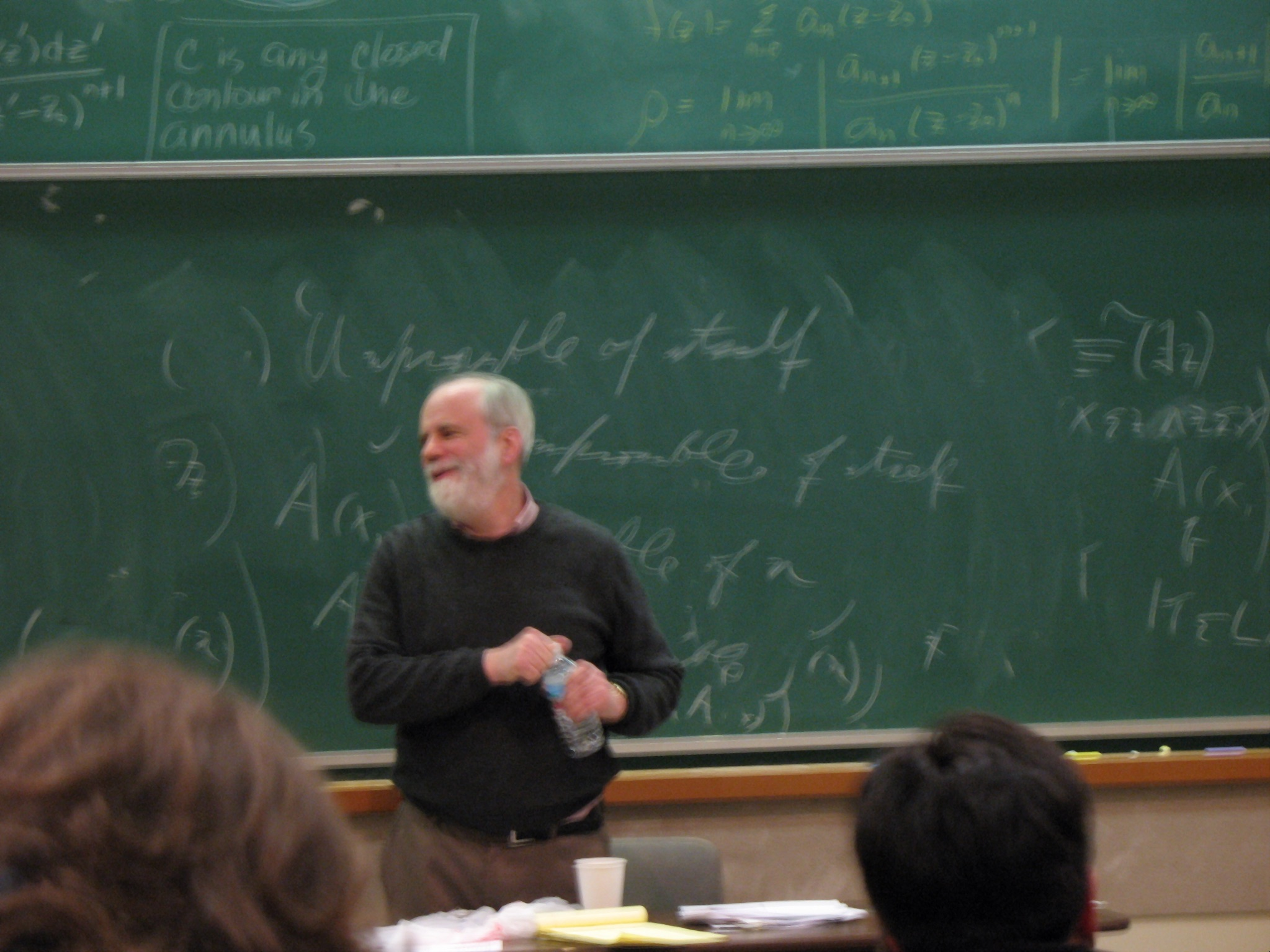
Saul Kripke en una conferencia sobre Gödel en la Universidad de California, Santa Bárbara.

En su artículo de 1975 Esbozo de una teoría de la verdad ("Outline of a Theory of Truth"), Kripke demostró que un lenguaje puede contener consistentemente su propio predicado de verdad, lo cual según Tarski -un pionero en las teorías formales de la verdad- era imposible. El truco envuelve dejar a la verdad ser una propiedad parcialmente definida sobre el conjunto de enunciados gramaticalmente bien formados del lenguaje. Kripke mostró cómo hacer esto recursivamente, iniciando del conjunto de expresiones en un lenguaje que no contienen el predicado de verdad, definiendo un predicado de verdad sobre sólo ese segmento: esto añade nuevos enunciados al lenguaje, y la verdad es alternadamente definido por todos ellos. A diferencia de la visión de Tarski, la de Kripke deja a la verdad ser la unión de todos esos estados de definición; después de una infinidad de pasos el lenguaje alcanza un "punto fijo" tal que usando el método de Kripke para expandir el predicado de verdad no cambia el lenguaje. Ese punto fijo puede ser tomado como la forma básica de un lenguaje natural conteniendo su propio predicado de verdad. Pero este predicado es indefinido para cualquier sentencia que no "florezca" en sentencias más simples que no contengan un predicado de verdad. Esto es "'La nieve es blanca' es verdadero" está bien definido, como en "'"La nieve es blanca" es verdadero' es verdadero", y así; pero ni "Este enunciado es verdadero" ni "Este enunciado no es verdadero" reciben condiciones de verdad: son, en términos de Kripke, "infundados" (ungrounded).
Más sobre la teoría de la verdad de Kripke
La influencia de Kripke ha sido sustancial, pero desafortunadamente mucho de su trabajo existe sólo grabado en cinta o en manuscrito.

### El significado de "yo"
A finales de enero de 2006, Kripke estuvo presente en una conferencia celebrando su cumpleaños número 65, así como su trabajo, en el CUNY Graduate Center. Dio una charla de 70 minutos sobre "La Primera Persona", discutiendo el significado y la referencia del pronombre "yo". (New York Times, 28 de enero de 2006). Véanse los enlaces externos.

## Obras

### Publicaciones notables
- «A Completeness Theorem in Modal Logic». Journal of Symbolic Logic 24 (1): 1-14. 1959.
- «The Undecidability of Monadic Modal Quantification Theory». Zeitschrift für Mathematische Logik und Grundlagen der Mathematik 8: 113-116. 1962.
- «Semantical Considerations in Modal Logic». Acta Philosophica Fennica 16: 83-94. 1963.
- «Semantical Analysis of Modal Logic I: Normal Modal Propositional Calculi». Zeitschrift für Mathematische Logik und Grundlagen der Mathematik 9: 67-96. 1963.
- «Transfinite Recursions on Admissible Ordinals, I (abstract)». The Journal of Symbolic Logic 29 (3): 162. 1964.
- «Transfinite Recursions on Admissible Ordinals, II (abstract)». The Journal of Symbolic Logic 29 (3): 162. 1964.
- «Admissible Ordinals and the Analytic Hierarchy (abstract)». The Journal of Symbolic Logic 29 (3): 162. 1964.
- Michael Dummett y J. N. Crossley, ed. (1965). «Semantical Analysis of Intuitionistic Logic I». Formal Systems and Recursive Functions (Amsterdam: North Holland Publishing Co).
- J. W. Addison, Leon Henkin y Alfred Tarski, ed. (1965). «Semantical Analysis of Modal Logic II: Non-Normal Modal Propositional Calculi». The Theory of Models (Amsterdam: North Holland Publishing Co).
- «An Extension of a Theorem of Gaifman-Hales-Solovay». Fundamenta Mathematicae 61: 29-32. 1967.
- M. K. Munitz, ed. (1971). «Identity and Necessity». New York (New York University Press).
- Donald Davidson y Gilbert Harman, ed. (1972 [1980]). «Naming and Necessity». Semantics of Natural Language (Dordrecht y Boston: Reidel).
- «Outline of a Theory of Truth». Journal of Philosophy 72: 690-716. 1975.
- Gareth Evans and John McDowell, ed. (1976). «Is There a Problem about Substitutional Quantification?». Truth and Meaning: Essays in Semantics (Oxford: Oxford University Press).
- «Speaker's Reference and Semantic Reference». Midwest Studies in Philosophy 2: 255-276. 1977.
- A. Margalit, ed. (1979). «A Puzzle about Belief». Meaning and Use (Dordrecht y Boston: Reidel).
- Wittgenstein on Rules and Private Language: an Elementary Exposition. Cambridge, Massachusetts: Harvard University Press. 1982.
- «A Problem in the Theory of Reference: the Linguistic Division of Labor and the Social Character of Naming». Philosophy and Culture (Proceedings of the XVIIth World Congress of Philosophy) (Montreal: Montmorency): 241-247. 1986.
- «Summary: Individual Concepts: Their Logic, Philosophy, and Some of Their Uses». Proceedings and Addresses of the American Philosophical Association 66: 70-73. 1992.
- «Russell's Notion of Scope». Mind 114: 1005-1037. 2005.
- «Frege’s Theory of Sense and Reference: Some Exegetical Notes». Theoria 74: 181-218. 2008.
- «Presupposition and Anaphora: Remarks on the formulation of the projection problem». Linguistic Inquiry. 40(3): 367-386. 2009.
- The Collapse of the Hilbert Program, (Abstract) publicación= Bulletin of Symbolic Logic. 15(2). 2009. pp. 229-231.
- (En prensa). "The First Person," Collected Papers Vol. I, Oxford University Press.
- (En prensa). "Two Paradoxes of Knowledge," Collected Papers Vol. I, Oxford University Press.
- (En prensa). "Nozick on Knowledge," Collected Papers Vol. I, Oxford University Press.
- (En prensa). "A Puzzle about Time and Thought," Collected Papers Vol. I, Oxford University Press.
- (En prensa). "Vacuous Names and Fictional Entities," Collected Papers Vol. I, Oxford University Press.
- (En prensa). "Unrestricted Exportation and Some Morals for the Philosophy of Language," Collected Papers Vol. I, Oxford University Press.
- (En prensa). “Another Approach: The Church-Turing ‘Thesis’ as a Special Corollary of Gödel’s Completeness Theorem,” in Computability: Gödel, Turing, Church, and beyond, Copeland, B. J., Posy, C., and Shagrir, O. (eds), Cambridge, Mass., MIT Press.

### Manuscritos y conferencias disponibles en Internet
- 1971. "Two Paradoxes of Knowledge" (Moral Sciences Club, Cambridge. Algunas de las ideas centrales son discutidas por Thomas Kelly: http://www.princeton.edu/~tkelly/papers/Beliefpolarizationfinal.pdf
- 1973. John Locke Lectures: "Reference and Existence". (Disponible en Philosophy Library, Oxford University)
- 1975. "Three Lectures on Truth". Princeton University. Discutidas por John Burgess: https://web.archive.org/web/20120107074053/http://www.princeton.edu/~jburgess/Kripke2.doc (ver apartado 9: "Glimpses Beyond")
- 1978. "Time and Identity". Seminario dictado en la universidad de Princeton, 1978. Algunas de sus las ideas principales son discutidas por Ted Sider en su libro Four-Dimensionalism: An Ontology of Persistence and Time
- 19- "Non-Standard Models and Godel's Theorem: A Model-Theoretic Proof of Godel's Theorem". Resumen por Hilary Putnam disponible en:

http://projecteuclid.org/DPubS/Repository/1.0/Disseminate?view=body&id=pdf_1&handle=euclid.ndjfl/1027953483 )
- 1984. "Lessons on Functionalism and Automata". (International Wittgenstein Symposium, 1984. Algunas de las ideas centrales son discutidas por Edward P. Stabler en: http://www.springerlink.com/content/lr745776l7g24u63/ (enlace roto disponible en Internet Archive; véase el historial, la primera versión y la última).
- 1986. "Nozick on Knowledge". (Algunas de las ideas son discutidas en: https://web.archive.org/web/20081217003336/http://sammelpunkt.philo.at:8080/1493/1/adams.pdf )
- 1988/89. "Seminars on Truth". Seminarios dictados en Princeton en 1988-89. Ver John Burgess https://web.archive.org/web/20120107074053/http://www.princeton.edu/~jburgess/Kripke2.doc (nota 16)
- 19- "Semantical Analysis of Intuitionistic Logic II. Undecidability of the Monadic Fragment"
- 19- "Semantical Analysis of Intuitionistic Logic III"
- 1990. "Presupposition and Anaphora". (Interdisciplinary Conference on Linguistic and Philosophical Approaches to the Study of Anaphora, Princeton University, 1990)
- 1992. Whitehead Lectures: "Logicism, Wittgenstein, and De Re Beliefs about Natural Numbers". Harvard University, 1992.
- 1992. "Individual Concepts: Their Logic, Philosophy, and Some of Their Uses".
- 1994. "No Fool's Red? Some Considerations on the Primary/Secondary Quality Distinction".
- 1999. "The Road to Gödel". Haifa University, Israel, 1999.
- 2006. "The First Person" The City University of New York, Graduate Center. Videos "The First Person" y "Questions and Answers" disponibles en: http://web.gc.cuny.edu/Philosophy/events/kripke_conference.html
- 2006. "From Church's Thesis to the First Order Algorithm Theorem," Tel Aviv University, 13 de junio de 2006. Video disponible en: https://web.archive.org/web/20080922181235/http://www.vanleer.org.il/eng/videoShow.asp?id=317

Resumen: http://portal.acm.org/citation.cfm?id=788022.789011
- 2007. "Roundtable on Externalism" (Hilary Putnam, Tyler Burge, Saul Kripke y Michael Devitt). University College Dublin, Ireland. Podcast disponible en: http://www.ucd.ie/news/mar07/030507_Putnam_Award.htm
- 2007. "The Collapse of the Hilbert Program". Indiana University, Presidential Lecture. Video disponible en: http://broadcast.iu.edu/ceremon/celeb07/index.html Archivado el 19 de julio de 2011 en Wayback Machine.

### Traducciones al español
- Identidad y necesidad. Traducción de Margarita Valdés. Cuadernos de Crítica #7, UNAM / IIFF. 1978.
- Esbozo de una teoría de la verdad. Traducción de Margarita Valdés. Cuadernos de Crítica #36, UNAM / IIFF. 1984.
- Wittgenstein: reglas y lenguaje privado. Traducción de Alejandro Tomassini. UNAM / IIFF. 1989.
- El nombrar y la necesidad. Traducción de Margarita Valdés. UNAM / IIFF. 2005.
- Wittgenstein: a propósito de reglas y lenguaje privado. Una exposición elemental. Tecnos. 2006. ISBN 978-84-309-4434-7.